# Novorozenecká žloutenka
Novorozenecká žloutenka (také kojenecká žloutenka, latinsky Icterus neonatorum) je onemocnění, které postihuje většinu novorozenců a vzniká v důsledku hemolýzy velkého množství erytrocytů.

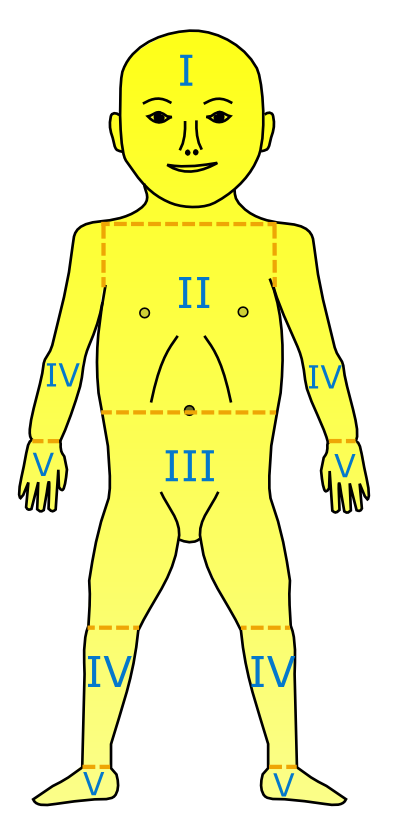
Největší koncentrace bilirubinu je v hlavě novorozence, protože v těchto místech dochází k největšímu prokrvení. Naopak v dolních končetinách je obsah bilirubinu podstatně menší.
I.Hlava novorozence obsahuje přibližně 5 až 8 mg/dl
II.V hrudníku novorozence je koncentrace sice vyšší než v hlavě (8 až 10 mg/dl), rozloží se však na větší ploše
III.Obsah bilirubinu kolísá mezi 10 až 13 mg/dl
IV. a V. Končetiny obsahují 13 až 16 mg/dl a 20mg/dl

## Příčiny
Je zapříčiněna změnou prostředí - plod v děloze získává kyslík z krve matky, tato krev obsahuje méně kyslíku a fetální hemoglobin sloužící k dostatečnému zásobování plodu kyslíkem. Po porodu je dítě okysličováno plícemi a projevuje se u něj nepotřebné množství červených krvinek, jež se začnou rozpadat. Rozkladem červených krvinek na hemoglobin a další látky a následným rozkladem nebílkovinného pigmentu hemoglobinu (hem) jsou do krve uvolňována barviva biliverdin a bilirubin. Bilirubin je za normálních podmínek zpracován játry, kde se dále rozkládá, játra novorozence jsou však nezralá a dochází k hromadění bilirubinu, což vyvolává žlutavé zbarvení pokožky a očního bělma.
Samostatně stojí hemolytická nemoc novorozenců - jedná se o jakýsi poddruh kojenecké žloutenky. Příčinou je rozdílný Rh faktor matky a dítěte, v důsledku toho dojde k nadměrnému uvolnění bilirubinu, který se může ukládat do encefalitické tkáně a způsobit tak poškození encefalonu.

## Důsledky
Čím žloutenka novorozence ohrožuje? Proč je třeba ji léčit?

## Léčba a prevence
Obvykle není zapotřebí speciální léčby, pouze v závažnějších případech je využívána fototerapie nebo transfuze. Jako prevence je doporučováno časté kojení a pobyt dítěte na neostrém denním světle. V případě rozdílného Rh faktoru lze vpravit do organismu dítěte imunoglobuliny typu IgD.